# Patrik Larsson (komiker)
Hans Patrik Larsson, född 6 juli 1971 i Stockholm, är en svensk komiker och skådespelare.
Larsson har utbildat sig vid Södra Latins teaterlinje och Dramatiska Institutets stand-up-comedy-utbildning. Han scendebuterade som tomtefar redan år 1978 och debuterade inom stand-up år 1999.
År 2004 medverkade han i humorshowen Omogna killar firar jul tillsammans med komikerkollegorna Måns Möller och Özz Nûjen på Mosebacke i Stockholm. I TV har Larsson figurerat i TV3:s humorprogram Extra! Extra!, SVT:s stand-up-program Stockholm Live samt SVT:s humorserier Kvarteret Skatan och i Morgonsoffan där han bland annat spelade rollen som Karsten Torebjer, ett danskt medium. Under hösten och vintern 2009 gestaltade han studiomannen Kent i TV4:s humorprogram Cirkus Möller. I december 2009 uppträdde han med julshowen Christmas Comedy på Wallmans Intiman.
Under sina stand-up-framträdanden pratar Larsson helst om sin uppväxt i förorten, föräldraskap, kvinnor och tokiga vardagssituationer. Hans idoler är Jim Carrey, Robin Williams, Jimmy Carr och David Batra.
Patrik Larsson är äldre bror till skådespelaren Daniel Larsson.

## TV
- 2003 – Kvarteret Skatan (TV-serie)
- 2004 – Omogna killar firar jul (TV-serie)
- 2004 – Stockholm live (TV-serie)
- 2006 – Extra! Extra! (TV-serie)
- 2007 – Stockholm live (TV-serie)
- 2008 – Morgonsoffan (TV-serie)
- 2009 – Cirkus Möller (TV-serie)
- 2020 – Morden i Sandhamn (TV-serie)